# 월평초등학교 (울산)
월평초등학교는 대한민국 울산광역시 남구에 있는 초등학교다.

## 학교 연혁
- 1984.11.10 설립 인가
- 1986.03.01 초대 정성모 교장 취임
- 1986.05.26 개교(11학급) - 수암초등학교에서 분리
- 1988.03.01 시지정 연구학교 운영
- 1988.09.20 7개 교실 증축
- 1988.12.31 도선정우수학교(복지학교)
- 1989.12.28 10개 교실 증축
- 1989.12.28 시교육실적우수학교 표창
- 1990.03.01 2대 라석진 교장 취임
- 1990.11.20 경상남도 선정 우수학교(근검협동)
- 1990.12.20 학교체육운영우수학교 표창(체육부)
- 1992.02.10 시교육실적우수학교 표창
- 1993.02.14 근검협동우수교 표창(교과부장관)
- 1993.02.14 특별실운영 우수 표창(교육감)
- 1996.03.01 효경교육 시범학교 운영(울산시 지정)
- 1997.03.01 병설유치원 개원
- 1997.11.28 과학교육실적 우수학교 표창
- 1998.03.01 병설유치원 시범운영(울산광역시강남교육지원청 지정)
- 1999.11.30 교육개혁평가 최우수학교 선정
- 2001.10.18 월평체육관 준공(1층 강당, 2층 체육관)
- 2004.10.28 시교육청 지정 급식연구학교 보고회
- 2005.12.20 울산광역시학교평가 최우수학교 선정
- 2005.12.30 정문진입로 확장공사, 담장허물기공사 완공
- 2006.10.23 체육관 리모델링 준공
- 2008.02.17 제22회 졸업장 수여식(104명)
- 2009.03.01 시교육청지정 안전교육 연구학교 운영
- 2009.03.01 18학급 편성(특수학급 1학급)
- 2010.09.01 제10대 송인영 교장 취임
- 2011.12.02 남구청 학교숲 가꾸기 선정
- 2011.12.07 학교평가 우수학교 선정
- 2012.01.18 교육복지 투자 우선사업 학교 선정
- 2012.02.18 제25회 졸업장 수여식(93명)
- 2012.03.02 시교육청지정 통일교육 시범학교 지정
- 2012.03.02 2012학년도 신입생 입학(43명)
- 2012.11.01 학교평가 우수학교 선정
- 2013.02.18 제26회 졸업장 수여식(78명)
- 2013.03.01 14학급 편성(특수학급 1학급)
- 2013.03.04 2013학년도 신입생 입학(49명)
- 2013.12. 학교평가 최우수학교 선정
- 2014.02.18 제27회 졸업장 수여식(69명)
- 2014.03.01 14학급 편성(특수학급 1학급)
- 2014.03.03 2014학년도 신입생 입학(40명)
- 2014.09.01 제11대 김은호 교장 취임